# Urlo (film)
(Tag-line del film.)
Urlo (Howl) è un film del 2010 scritto e diretto da Rob Epstein e Jeffrey Friedman, che racconta la vita del celebre poeta beat Allen Ginsberg, interpretato da James Franco.
Oltre alla vita di Ginsberg, il lungometraggio è strutturato attorno al processo per oscenità del 1957, aperto dopo la pubblicazione di Urlo.
Il film è stato presentato in concorso al Sundance Film Festival e alla 60ª edizione del Festival di Berlino, dove era in lizza per l'Orso d'oro.
La pellicola è caratterizzata da un taglio sperimentale ed utilizza la tecnica del bianco e nero, del colore e dell'animazione per affrontare i tre diversi temi proposti: la vita di Allen Ginsberg raccontata in prima persona, il processo e l'interpretazione animata dell'opera letteraria.

## Trama
Il film è composto da tre diversi aspetti che si intrecciano: la gioventù di Allen Ginsberg e la sua evoluzione come scrittore e poeta, quando, nel 1955, lesse per la prima di fronte al pubblico del Six Gallery di San Francisco il suo poema Urlo (Howl), che divenne un manifesto per l'intera cultura beat. Una seconda parte re-immagina attraverso l'animazione il poema Howl. Il terzo aspetto analizzato è il processo per oscenità, aperto dopo la pubblicazione di Howl, contro Ginsberg e il cofondatore del City Lights Bookstore Lawrence Ferlinghetti. Il processo fu aperto nel 1957, a causa dei riferimenti all'uso di droghe e all'omosessualità, quest'ultima ancora un tabù negli anni cinquanta del XX secolo.

## Produzione
Le riprese del film sono state effettuate interamente a New York.

## Distribuzione
Dopo essere stato presentato in concorso al Sundance Film Festival e alla 60ª edizione del Festival di Berlino, il film è stato distribuito nelle sale cinematografiche italiane il 27 agosto 2010, da Fandango, ancor prima della distribuzione statunitense, avvenuta il 24 settembre 2010.

## Riconoscimenti
- 2010 - National Board of Review Awards
  - Premio per la libertà di espressione
- 2011 - Dorian Awards
  - Nomination come Film a tematica LGBTQ dell'anno